# 37e parallèle sud
Pour les articles homonymes, voir 37e parallèle.
En géographie, le 37e parallèle sud est le parallèle joignant les points de la surface de la Terre dont la latitude est égale à 37° sud.

## Géographie

### Dimensions
Dans le système géodésique WGS 84, au niveau de 37° de latitude sud, un degré de longitude équivaut à 89,12 km ; la longueur totale du parallèle est donc de 32 044 km, soit environ 80 % de celle de l'équateur. Il en est distant de 4 097 km et du pôle Sud de 5 905 km,.

### Régions traversées
Le 37e parallèle sud passe au-dessus des océans sur environ 92 % de sa longueur. Il traverse l'Argentine, l'Australie, le Chili et la Nouvelle-Zélande.
Le tableau ci-dessous résume les différentes zones traversées par le parallèle, d'ouest en est :
| Zone                                  | Début                 | Fin                   | Longueur (km) |
| ------------------------------------- | --------------------- | --------------------- | ------------- |
| Océans Atlantique et Indien           | 37° 00′ S, 56° 45′ O  | 37° 00′ S, 139° 43′ E | 17 256        |
| Australie                             | 37° 00′ S, 139° 43′ E | 37° 00′ S, 149° 56′ E | 897           |
| Océan Pacifique                       | 37° 00′ S, 149° 56′ E | 37° 00′ S, 174° 29′ E | 2 156         |
| Île du Nord (Nouvelle-Zélande)        | 37° 00′ S, 174° 29′ E | 37° 00′ S, 175° 17′ E | 70            |
| Golfe de Hauraki                      | 37° 00′ S, 175° 17′ E | 37° 00′ S, 175° 30′ E | 19            |
| Île du Nord (péninsule de Coromandel) | 37° 00′ S, 175° 30′ E | 37° 00′ S, 175° 51′ E | 31            |
| Océan Pacifique                       | 37° 00′ S, 175° 51′ E | 37° 00′ S, 73° 33′ O  | 9 714         |
| Île Santa María                       | 37° 00′ S, 73° 33′ O  | 37° 00′ S, 73° 31′ O  | 3             |
| Océan Pacifique                       | 37° 00′ S, 73° 31′ O  | 37° 00′ S, 73° 12′ O  | 28            |
| Amérique du Sud                       | 37° 00′ S, 73° 12′ O  | 37° 00′ S, 56° 45′ O  | 1 445         |

## Villes
Les principales villes situées à moins d'un demi-degré de part et d'autre du parallèle sont :
- Argentine : Santa Rosa
- Australie : Horsham
- Chili : Chillán, Los Ángeles, Talcahuano
- Nouvelle-Zélande : Auckland

## Littérature
Le roman de Jules Verne,  Les Enfants du capitaine Grant  raconte un tour du monde le long du 37eme parallèle sud.